# Saint-Clair, Tarn-et-Garonne
Saint-Clair är en kommun i departementet Tarn-et-Garonne i regionen Occitanien i södra Frankrike. Kommunen ligger i kantonen Valence som tillhör arrondissementet Castelsarrasin. År 2022 hade Saint-Clair 258 invånare.

## Befolkningsutveckling
Antalet invånare i kommunen Saint-Clair
| Referens: INSEE |